# المؤامرة الرباعية (ديكتاتورية بريمو دي ريفيرا)

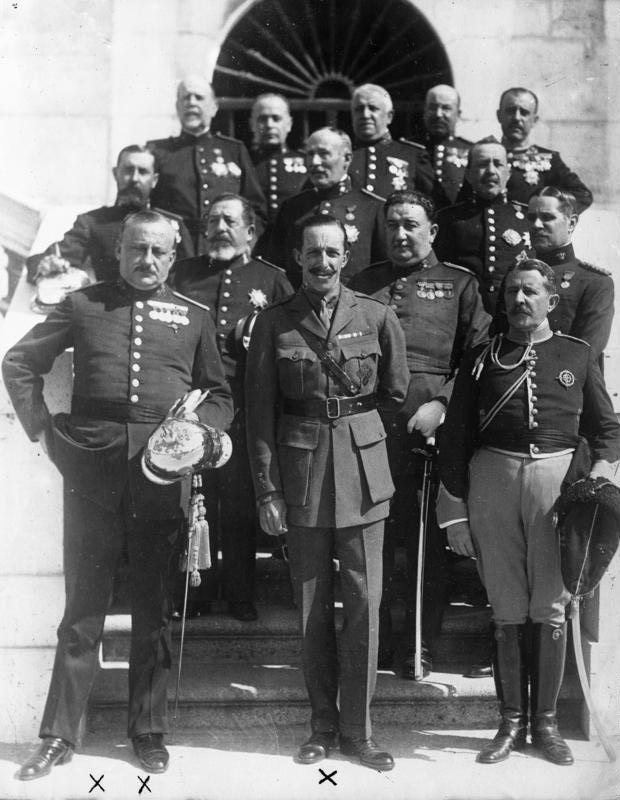
تظهر الصورة الملك ألفونسو الثالث عشر وبجواره الجنرال بريمو دى ريفيرا في الصف الأول ومعهم مجموعة من الجنرالات ومن ضمنهم الجنرالات الأربعة المشتركين بالمؤامرة.

المؤامرة الرباعية المعروفة باسم المجموعة الرباعية أو مجموعة الأربعة (بالإسبانية: Cuadrilátero)‏ وهي النواة التآمرية التي شكلها أربعة جنرالات من الجيش الإسباني في الأشهر الأولى لسنة 1923 تعاونوا لإنجاح انقلاب بريمو دي ريفيرا الذي أنهى الفترة الدستورية لعهد ألفونسو الثالث عشر وأسس ديكتاتورية بريمو دي ريفيرا في إسبانيا. والجنرالات الأربعة الذين ساهمو في المؤامرة هم: خوسيه كافالكانتي دي ألبوركوريك وفيديريكو بيرينغير فوستيه وليوبولدو سارو مارين وأنطونيو دابان فاييخو.

## البداية
في أوائل 1923 وأصبح واضحا سخط قطاع كبير من الجيش تجاه حكومة الليبرالي مانويل غارسيا برييتو بسبب مطالبتها الجيش بتحمل المسؤولية عن الكارثة التي جرت اعقاب معركة أنوال 1921، الذي سمي التحقيق فيها باسم ملف بيكاسو. وأيضا بسبب سياستها الخانعة تجاه محمية المغرب الإسبانية.
وفي هذا السياق شكل الجنرال خوسيه كافالكانتي دي ألبوكيرك لقاء اجتماعي في منزله في مدريد مع ثلاثة جنرالات آخرين، بينهم شقيق الجنرال داماسو بيرينجوار المفوض السامي الإسباني في المغرب [الإسبانية] عندما وقعت معركة أنوال وهو أيضا ضمن المتهمين في ملف بيكاسو الذي يجري التحقيق فيها. بالإضافة إلى الجنرال كافالكانتي والجنرال فيديريكو بيرينجوار فوستي، ومن بين الجنرالات ليوبولدو سارو مارين وأنطونيو دابان فاييخو. وسرعان ماأدى التجمع إلى إنشاء مؤامرة، عرفت باسم الرباعية. وهدفها تغيير سياسة الحكومة في المغرب من خلال تشكيل حكومة مدنية أو عسكرية وبدعم من الملك تقوم بتعيين جنرال نشط لرئاسة المحمية. لكنهم لم يجدوا الكثير من الدعم بين رفاقهم في السلاح، في حين لم يكن الذين يعادون الحكومة مستعدين للانخراط في مؤامرة للإطاحة بها.
اعتقد جنرالات الرباعية بأنه لم يبق لهم سوى اقناع جنرال كبير في الجيش لرئاسة الحركة ومن ثم يعينه الملك رئيسا للوزراء. فكان الجنرال الأقدم والأعلى الرتبة هو فاليريانو وايلر 85 سنة، ولكن لم يجرؤ المتآمرين على جس نبضه بسبب تقدمه في السن والمعروف باستقلاليته. أما الذي يليه بالرتبة فكان الجنرال فرانسيسكو أغيليرا رئيس المجلس الأعلى للحرب والبحرية وعضو مجلس الشيوخ مدى الحياة، ومن الذين اتصلت الرباعية، على الرغم من أنه كان يجري تحقيقات حول مسؤولية الجنرالات ورؤساء الجيش في قضية معركة أنوال. لكنه استبعد بعد تعرضه للمهانة في 30 يونيو في أروقة مجلس الشيوخ من وزير الدفاع خوسيه سانشيز غيرا الذي اتهمه بالكذب بسبب التأخير المتعمد في تسليم وثائق حول داماسو بيرينجوار حسب طلب مجلس الشيوخ الذي من شأنه السماح بمحاكمته -تحول سانشيز غيرا منذ ذلك الحين حتى نهاية الديكتاتورية إلى رمز لكرامة السلطة المدنية حسب غونزاليس كاليخا- وجاء الرد على إهانة أغيليرا فورية من العسكر الذين لم يتقبلوا بأن يهان شخص منهم دون أي عقاب. فاتهم سانشيز غيرا أغيليرا بعمل انقلاب، فحوصر الجنرال الذي تنصل علنا عن أي خطط لتدخل الجيش في أمور السياسة. ومرة أخرى لم يظهر للرباعية أي مرشح... حسب المؤرخ جبرائيل كاردونا. وحاولت أن تجرى مقابلة معه ولكن أتت الملاحقة القضائية ضد الجنرال كافالكانتي في أوائل شهر يوليو لأدائه في المغرب نكسة خطيرة لخطط المتآمرين، فضلا عن تعيين مانويل بورتيلا فاياداريس حاكم برشلونة المدني الذي أعاد سلطة الدولة المدنية إلى العاصمة الكاتالونية.
سافر بريمو دي ريفيرا إلى مدريد مابين 4 و 9 سبتمبر حيث اجتمع مع جنرالات الرباعية، الذي اعترفوا به رئيسا للانقلاب. عند عودته من مدريد بتاريخ 7 سبتمبر توقف بريمو دي ريفيرا في سرقسطة حيث التقى بحاكمها العسكري الجنرال سانخورخو لوضع اللمسات الأخيرة على تفاصيل الانقلاب، والتي كان سانخورخو لقد التزم بها في زيارة سابقة. بمجرد وصوله إلى برشلونة حصل على الدعم من الجنرالات في كاتالونيا. باستثناء سانخورخو في سرقسطة وجنرالات الرباعية في مدريد لم يحصل على أي جنرال آخر ليلزم نفسه بدعمه في الانقلاب، على الرغم من أن الكثيرين اتفقوا مع فكرة إقامة نظام عسكري.
في يوم 12 سبتمبر بدأ الإستعداد بتعجيل الانقلاب. ففي الساعة 9:30 صباحا التقى بريمو دي ريفيرا في مكتبه في قصر القبطانية ببرشلونة بالقادة والجنرالات الملتزمين بالانقلاب الذين حصلوا على التعليمات النهائية. وفي سرقسطة وصل القائد خوسيه فوستيغيرا الذي أصبح حلقة وصل بين المتآمرون مع الحاكم العسكري الجنرال سانخورخو، قد وضعوا اللمسات النهائية للخطط قبل سلبية القائد العام. وفي مدريد نال جنرالات الرباعية الدعم من الجنرال خوان أودونيل دوق تطوان الحاكم العسكري، ولكن ليس من قبطان مدريد العام مونيوز كوبوس مع أنه لم يخرج ليدافع عن الحكومة.
في منتصف الليل من 12-13 سبتمبر العام بدأ بريمو دي ريفيرا الانقلاب الذي نجح في كاتالونيا وريال سرقسطة وهويسكا. ولم تتمكن حكومة غارسيا برييتو من اتخاذ تدابير صارمة سوى أن تأمر القائد العام لمدريد الجنرال مونيوز كوبوس بإلقاء القبض على جنرالات المؤامرة الرباعية، لكنه رفض ما لم يوقع الملك على الأمر. وقد علل بن عامي ذلك:"في الواقع ولكل الأهداف الإجرائية فإن تصرف مونيوز كوبوس جعلته كأنه عضوا في المؤامرة. فقد تردد في محاربة التمرد خوفا من تقسيم الجيش وخلق معركة ألكوليا [الإسبانية] أخرى".
عندما انتصر انقلاب بريمو دي ريفيرا أخيراً بفضل الملك ألفونسو الثالث عشر الذي قرر تعيين قائد الانقلاب المتمرد رئيسا للحكومة، لم ينضم جنرالات الرباعية إلى الإدارة العسكرية التي كانت ستتولى السلطة تحت رئاسة بريمو دي ريفيرا، ولكن ظهر الأربعة في الصورة التي أظهرت أعضاء الإدارة مع الملك ألفونسو الثالث عشر وبريمو دي ريفيرا في 15 أو 16 سبتمبر 1923.